# NGC 2966
NGC 2966 ist eine aktive Balken-Spiralgalaxie mit hoher Sternentstehungsrate vom Hubble-Typ SBbc im Sternbild Sextant südlich der Ekliptik. Sie ist schätzungsweise 85 Millionen Lichtjahre von der Milchstraße entfernt und hat einen Durchmesser von etwa 55.000 Lj. Gemeinsam mit NGC 2962 und PGC 27248 bildet sie die NGC 2966-Gruppe.
Die Typ-II-Supernova SN 2011in wurde hier beobachtet.
Das Objekt wurde am 16. März 1884 vom französischen Astronomen Édouard Stephan entdeckt.

## NGC 2966-Gruppe (LGG 178)
| Galaxie   | Alternativname | Entfernung/Mio. Lj |
| --------- | -------------- | ------------------ |
| NGC 2966  | PGC 27734      | 85                 |
| NGC 2962  | PGC 27635      | 82                 |
| PGC 27248 | UGC 5107       | 83                 |